# Mont Ormel
Le mont Ormel (cote 262) est un sommet de Normandie, situé dans le département de l'Orne au nord-est d'Argentan, dans le pays d'Auge.

## Géographie
Le mont culmine à 263 mètres. Il a donné son nom à la commune de Mont-Ormel.

## Toponymie
Ormel, devenu ormeau, est un diminutif qui se dit d'un jeune orme.

## Histoire
Le sommet est rendu célèbre depuis le 21 août 1944, comme lieu où la poche de Falaise, ultime épisode de la bataille de Normandie, s'est refermée.
Le mémorial de Coudehard-Montormel, également appelé mémorial de Mont-Ormel ou mémorial du mont Ormel, est érigé en souvenir de cette bataille, sur le flanc même de la montagne.